# Кистемойка
Кистемойка (англ. brush washer) — название конструкции для очистки кистей от краски в процессе работы художника. Существуют и производятся кистемойки из пластика, стекла, фарфора, камня, металла и имеют разное назначение. Есть вещи очень практичные, как например мобильная переносная кистемойка из металла, так и настоящие произведения искусства. При использовании в технике масляной живописи ёмкость наполняется растворителем, где пигменты краски разжижаются и отстают от ворса. Кистемойка в зависимости от комплектации может иметь в верхней части пружину, куда подвешиваются кисти, такая конструкция препятствует деформации кончика и ворса. Ручка кисти при правильном наполнении не соприкасается с растворителем, что так же увеличивает срок её службы .

## История
Кистемойки из фарфора и керамики были изобретены и использовались уже давно в Китае процессе каллиграфии и некоторые лучшие и редкие образцы храниться в музеях.

## Применение
Бывают разные виды оборудования для очистки кистей, для полоскания и промывки кистей от акварели и гуаши может подойти обычная банка с чистой водой. Акрил так же частично отмывается от волоса на кисти в обычной воде, но его частицы постепенно оседают в теле ворса кисти, что приводит кисть в негодность. При использовании масляной краски кистемока наполняется разбавителем скипидаром, уайт-спиритом, пиненом, терпентином иногда в сочетании с водой и позволяет полоскать кисти для быстрого их очищения. Конструкция мобильной кистемойки с герметичной прорезиненной крышкой и металлическим ситом внутри очень удобна для применения как в мастерской так и на пленере, и такая конструкция не позволяет проливаться разбавителю при передвижении. Если не правильно ухаживать за кистями и после полоскания в разбавителе в кистемойке уже после не промыть их с мылом с чистой теплой воде, то это приводит к затвердению и ломкости ворса кисти ухудшению износостойкости и полной утрате кистей.